# Ștefan Burghiu
Stefan Burgiu (n. 28 martie 1993, Zăicani) este un fotbalist din Republica Moldova, care evoluează la clubul FC Jetîsu și la echipa națională de fotbal a Moldovei pe postul de fundaș.

## Palmares
Zimbru Chișinău
- Cupa Moldovei (1): 2013–14
- Supercupa Moldovei (1): 2014